# Rai Click
Rai Click S.p.A. era una società del gruppo Rai che si occupava delle trasmissioni on demand sulla piattaforma TV di Fastweb, poi sostituita da Rai On.

## Descrizione
Rai Click è il nome dato a una joint venture della Rai con Fastweb nata nel 2000, realizzata allo scopo di distribuire i programmi della Rai in video on demand attraverso la piattaforma TV di Fastweb.
Rai Click produceva sette canali on demand:
- Rai Click Oggi
- Rai Click Fiction
- Rai Click Cinema
- Rai Click Junior
- Rai Click News e Sport
- Rai Click Culture
- Rai Click Spettacolo

## Rai Click TV
In seguito, Rai Click ha dato vita al sito web Rai Click TV, il portale Rai con video visibili gratuitamente da qualsiasi utente, anche non abbonato a Fastweb. Dal gennaio del 2009, il sito è stato chiuso e molti file multimediali che conteneva sono stati spostati sul media-portale della Rai, Rai.tv.

## Rai Click e la memoria del passato Rai
All'interno della piattaforma Rai Click era possibile rivedere molti programmi del passato che hanno fatto la storia della Rai, tra cui ricordiamo: 
- Doppia Coppia (1969)
- Al Paradise (1983)
- La bella e la bestia (2002)
- Ieri, oggi e domani? (1993)
- Sabato sera (1967)
- Sai che ti dico? (1972)
- Senza Rete (1975)
- Tante scuse (1973)
- Di nuovo tante scuse (1974)
- Uno di noi (2002)
- La via del successo (1958)
- Indietro tutta (1987)
- Hollywood Party (1996)
- Avanzi (1991-1993)
- L'ottavo nano (2001)
- Tunnel (1994)
- Bla Bla Bla (2005)
- Il caso Scafroglia (2002)
- I promessi sposi del Trio (1990)
- Non Stop (1978)
- Quelli della notte (1985)
- Su la testa (1993)
- Onda Libera (1976).

## Azionariato
- Rai: 59,94%
- Rai Trade: 0,06%
- e-Biscom: 40%

Capitale sociale: 176.800 euro
Nel 2008 le azioni di e-Biscom S.p.A. sono acquistate dalla Rai che nel 2009 riassorbe la società al suo interno.